# Lophosia pulchra
Lophosia pulchra là một loài ruồi trong họ Tachinidae.